# 윌리엄 블랙스톤

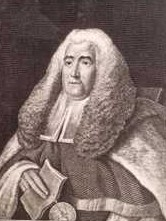
윌리엄 블랙스톤

윌리엄 블랙스톤 경(Sir William Blackstone, 1723년 7월 10일 – 1780년 2월 14일)은 18세기 영국의 법학자, 판사, 토리당 정치인이다.
옥스퍼드 대학에서의 최초의 영국법 교수로 1753년 그가 옥스퍼드에서 영국법의 강의를 시작한 것이 영국법 교육의 시작이다. 그가 남긴 저서 영국법 주해(Commentaries on the Laws of England)는 영미법에서 대단히 권위가 있다. 이 책은 독창적이지 않으나 영국법 전체를 체계적으로 설명하였으며 특히 미국에서 환영을 받아 미국 법률가에게 법전으로 여겨질 정도이다. 미국에 있어서의 영국법 계수는 블랙스톤에 의하는 바가 컸으며 연방 헌법, 주 헌법 제정에 큰 영향을 미쳤다.

## 같이 보기
- 영국법 주해